# Zalesie (powiat kielecki)
Zalesie – wieś w Polsce położona w województwie świętokrzyskim, w powiecie kieleckim, w gminie Raków.
| SIMC    | Nazwa         | Rodzaj    |
| ------- | ------------- | --------- |
| 0266229 | Modrzewina    | część wsi |
| 0266235 | Nowe Zalesie  | część wsi |
| 0266241 | Poręba        | część wsi |
| 0266258 | Stare Zalesie | część wsi |

W latach 1975–1998 miejscowość należała administracyjnie do województwa kieleckiego.